# Max Ehlert
Max Ehlert (* 18. Oktober 1904 in Berlin; † 6. September 1979 in Hamburg) war ein deutscher Pressefotograf.

## Leben und Wirken
Max Ehlert wuchs in Berlin auf, wo er von 1920 bis 1927 die Höhere Graphische Fachschule besuchte, um Fotografie zu lernen. Außerdem beteiligte er sich als Kameramann an mehreren Dreharbeiten von Filmen wie Die freudlose Gasse und Werken mit der Schauspielerin Henny Porten. Ab 1927 arbeitete er als Mode- und Pressefotograf für den Ullstein Verlag. Zum 1. Mai 1932 trat Ehlert der NSDAP bei (Mitgliedsnummer 1.146.456). Er fotografierte während der 1930er Jahre zahlreiche Veranstaltungen der Partei, darunter Reichsparteitage, Aufmärsche und die Olympischen Sommerspiele 1936. Später arbeitete er als Kriegsberichterstatter für eine Propagandakompanie. 1940 fuhr er mit der Blücher nach Norwegen. Als das Schiff nach Torpedotreffern zu kentern drohte, gelangte Ehlert von Bord und fotografierte den späteren Untergang des Schiffes.

## Fotograf beim Spiegel
Nach Ende des Zweiten Weltkriegs arbeitete Ehlert als selbstständiger Fotograf. 1948 ging er nach Hannover, wo er für das Nachrichtenmagazin Der Spiegel arbeitete. 1952 ging er mit der Redaktion nach Hamburg. Ehlert, der auch ein Haus in Berlin besaß, hoffte, dass die Redaktion dorthin verlegt wurde, blieb jedoch auch ab 1966 im Ruhestand in Hamburg.
Als Fotograf porträtierte Ehlert zahlreiche Persönlichkeiten in aller Welt, darunter Gustaf Gründgens, Thomas Mann, Winston Churchill, Walter Ulbricht oder Simone Signoret. Spiegel-Gründer Rudolf Augstein war angesichts Ehlerts Können als Fotograf der Meinung, dass es in Europa zum guten Ton gehöre, „dass Prominente sich von Ehlert fotografieren lassen“. Dabei profitierte der Fotograf von seiner Flexibilität, sich auf die Porträtierten individuell einzustellen, damit die Bilder wie vom Verlag erwünscht natürlich und unbeschwert erschienen.
Ehlerts Bilder sind heute im Archiv des Spiegel-Verlags in Hamburg zu finden.